# Akari Kaida
 (mars 2009).
Si vous disposez d'ouvrages ou d'articles de référence ou si vous connaissez des sites web de qualité traitant du thème abordé ici, merci de compléter l'article en donnant les références utiles à sa vérifiabilité et en les liant à la section « Notes et références ».
Akari Kaida (海田明里), alias Akari Groves née le 10 janvier 1974, est une compositrice japonaise de jeu vidéo, travaillant pour Capcom.

## Travaux
Travaux
- 1996 : Super Puzzle Fighter II Turbo
- 1996 : Street Fighter Alpha: Warriors' Dreams
- 1996 : Resident Evil
- 1997 : Breath of Fire III
- 1998 : Mega Man and Bass
- 1999 : Dino Crisis
- 2001 : Mega Man Battle Network
- 2004 : Onimusha 3: Demon Siege
- 2005 : Mega Man Battle Network 5
- 2006 : Ōkami
- 2007 : Luminous Arc
- 2008 : Luminous Arc 2: Will
- 2008 : Mega Man Star Force 3